# ニコラス・バーンウォール (第3代バーンウォール子爵)
第3代バーンウォール子爵ニコラス・バーンウォール（英語: Nicholas Barnewall, 3rd Viscount Barnewall、1668年4月15日 – 1725年6月14日）は、アイルランド貴族。

## 生涯
第2代バーンウォール子爵ヘンリー・バーンウォールと2人目の妻メアリー・ニュージェント（Mary Nugent、1648年2月21日 – 1680年6月25日、第2代ウェストミーズ伯爵リチャード・ニュージェントの娘）の息子として、1668年4月15日に生まれた。
1688年6月1日に父が死去するとバーンウォール子爵の爵位を継承、1689年5月にジェームズ2世がアイルランド議会を招集したときはそれに応じて出席した。また1688年にリメリック伯爵の竜騎兵連隊に入隊したため、本国より無法者（outlaw）と宣言されたが、1691年のリメリック条約により取り消された。
1725年6月14日に死去、16日にラスクで埋葬された。息子ヘンリー・ベネディクトが爵位を継承した。

## 家族
1688年5月15日、メアリー・ハミルトン（Mary Hamilton、1736年2月15日没、ジョージ・ハミルトンの娘）と結婚、2男1女をもうけた。
- フランシス - リチャード・バーンウォール（Richard Barnewall）と結婚、子供あり。第14代トリムルズタウン男爵ニコラス・バーンウォール（英語版）の母
- ヘンリー・ベネディクト（1708年 – 1774年） - 第4代バーンウォール子爵
- ジョージ（1711年 – 1771年） - 第5代バーンウォール子爵ジョージ・バーンウォールの父